# Gondreville (Meurthe i Mosel·la)
Gondreville és un municipi francès situat al departament de Meurthe i Mosel·la i a la regió del Gran Est. L'any 2007 tenia 2.854 habitants.

## Demografia

### Població
El 2007 la població de fet de Gondreville era de 2.854 persones. Hi havia 979 famílies, de les quals 158 eren unipersonals (57 homes vivint sols i 101 dones vivint soles), 291 parelles sense fills, 441 parelles amb fills i 89 famílies monoparentals amb fills.
La població ha evolucionat segons el següent gràfic:
Habitants censats

### Habitatges
El 2007 hi havia 1.080 habitatges, 1.011 eren l'habitatge principal de la família, 5 eren segones residències i 63 estaven desocupats. 999 eren cases i 78 eren apartaments. Dels 1.011 habitatges principals, 821 estaven ocupats pels seus propietaris, 163 estaven llogats i ocupats pels llogaters i 26 estaven cedits a títol gratuït; 3 tenien una cambra, 27 en tenien dues, 94 en tenien tres, 234 en tenien quatre i 653 en tenien cinc o més. 798 habitatges disposaven pel capbaix d'una plaça de pàrquing. A 405 habitatges hi havia un automòbil i a 536 n'hi havia dos o més.

### Piràmide de població
La piràmide de població per edats i sexe el 2009 era:
| Homes | Edats   | Dones |
| ----- | ------- | ----- |
| 0     | 95 o +  | 4     |
| 0     | 90 a 94 | 4     |
| 8     | 85 a 89 | 8     |
| 20    | 80 a 84 | 16    |
| 20    | 75 a 79 | 32    |
| 12    | 70 a 74 | 28    |
| 48    | 65 a 69 | 36    |
| 60    | 60 a 64 | 56    |
| 36    | 55 a 59 | 64    |
| 92    | 50 a 54 | 64    |
| 108   | 45 a 49 | 120   |
| 112   | 40 a 44 | 136   |
| 92    | 35 a 39 | 80    |
| 60    | 30 a 34 | 64    |
| 32    | 25 a 29 | 76    |
| 64    | 20 a 24 | 44    |
| 84    | 15 a 19 | 88    |
| 96    | 10 a 14 | 80    |
| 92    | 5 a 9   | 76    |
| 68    | 0 a 4   | 44    |

## Economia
El 2007 la població en edat de treballar era de 1.909 persones, 1.444 eren actives i 465 eren inactives. De les 1.444 persones actives 1.333 estaven ocupades (712 homes i 621 dones) i 111 estaven aturades (53 homes i 58 dones). De les 465 persones inactives 121 estaven jubilades, 203 estaven estudiant i 141 estaven classificades com a «altres inactius».

### Ingressos
El 2009 a Gondreville hi havia 1.031 unitats fiscals que integraven 2.843 persones, la mediana anual d'ingressos fiscals per persona era de 21.559 €.

### Activitats econòmiques
Dels 143 establiments que hi havia el 2007, 1 era d'una empresa extractiva, 2 d'empreses alimentàries, 1 d'una empresa de fabricació de material elèctric, 9 d'empreses de fabricació d'altres productes industrials, 19 d'empreses de construcció, 35 d'empreses de comerç i reparació d'automòbils, 16 d'empreses de transport, 3 d'empreses d'hostatgeria i restauració, 4 d'empreses d'informació i comunicació, 7 d'empreses financeres, 3 d'empreses immobiliàries, 19 d'empreses de serveis, 18 d'entitats de l'administració pública i 6 d'empreses classificades com a «altres activitats de serveis».
Dels 21 establiments de servei als particulars que hi havia el 2009, 1 era una oficina de correu, 4 tallers de reparació d'automòbils i de material agrícola, 3 guixaires pintors, 1 fusteria, 2 lampisteries, 3 electricistes, 2 empreses de construcció, 2 perruqueries, 2 restaurants i 1 agència immobiliària.
Dels 8 establiments comercials que hi havia el 2009, 1 era un hipermercat, 2 fleques, 3 botigues de mobles, 1 una botiga de material de revestiment de parets i terra i 1 una joieria.
L'any 2000 a Gondreville hi havia 14 explotacions agrícoles que ocupaven un total de 752 hectàrees.

## Equipaments sanitaris i escolars
L'únic equipament sanitari que hi havia el 2009 era una farmàcia.
El 2009 hi havia 1 escola maternal i 1 escola elemental.

## Poblacions més properes
El següent diagrama mostra les poblacions més properes.